# Национальная консерватория Америки
Национальная консерватория Америки (англ. National Conservatory of Music of America) — американская консерватория, основанная в 1885 году и игравшая заметную роль в развитии американского музыкального образования на рубеже XIX—XX столетий, а затем постепенно утратившая значение и окончательно упразднённая в 1952 году. Была учреждена и на протяжении первых шести десятилетий управлялась благотворительницей Жаннетт Тербер.
Идея Тербер состояла в создании общенационального музыкального образовательного учреждения по образцу Парижской консерватории — главного центра подготовки американских музыкальных кадров. Вокруг концепции такого учреждения в США велась оживлённая полемика, в ходе которой противники Национальной консерватории говорили (также апеллируя к опыту Парижской консерватории) о том, что привилегированное положение образовательного учреждения под патронатом государства ведёт к стагнации. Кроме того, Тербер настаивала на полноправном доступе к приёму в консерваторию девушек и темнокожих музыкантов, наиболее одарённых и малоимущих освобождала от платы за обучение.
Консерватория открылась в Нью-Йорке, затем Тербер стала предпринимать усилия по переводу её в Вашингтон и в 1891 году добилась принятия по этому поводу постановления Конгресса США, однако это решение так и не было выполнено. Консерватория осталась в Нью-Йорке под патронатом штата Нью-Йорк и именно в 1890-е годы, с Антонином Дворжаком во главе, пережила пик своего развития; в 1900 году в ней училось около 3000 студентов. Затем, однако, Национальная консерватория начала испытывать всё бо́льшие трудности из-за недостатка финансирования, неудач в художественном руководстве и возрастающей конкуренции (прежде всего, со стороны Института музыкального искусства) и в результате Великой депрессии практически прекратила существование.

## Директора
- Жак Буи (1885—1889)
- Антонин Дворжак (1892—1895)
- Эмиль Паур (1899—1902)
- Василий Сафонов (1906—1909)

## Известные преподаватели
- Виктор Херберт
- Антон Зайдль
- Рафаэль Йошеффи
- Леопольд Лихтенберг
- Адель Маргулис
- Ильма ди Мурска
- Макс Шпикер

## Известные ученики
- Луис Грюнберг
- Уильям Экст